# 1246 Чака
1246 Чака (1246 Chaka) — астероїд головного поясу, відкритий 23 липня 1932 року.
Тіссеранів параметр щодо Юпітера — 3,283.